# Státní plánovací komise
Státní plánovací komise (zkráceně SPK) je bývalý orgán přímo navazující na Státní úřad plánovací, zrušený (tj. de facto přejmenovaný) v den vzniku Státní plánovací komise. Byla zřízena dne 22. července 1959 zákonem o Státní plánovací komisi a byla zrušena s přechodem na tržní hospodářství. 
Na Slovensku byla zřízena Slovenská plánovací komise. Státní plánovací komise zanikla k dubnu 1968 na základě zákona 53/1968 Sb. Pro období 1968–1969 byla nahrazena Ministerstvem národohospodářského plánovaní, následně Federálním ministerstvem plánování (1969–1970) a od roku 1971 opět fungovala pod názvem Státní plánovací komise. Činnost komise byla ukončena v roce 1990. Poslední vyhláška vydána tímto institutem byla v roce 1990 za ČSFR.

## Organizace

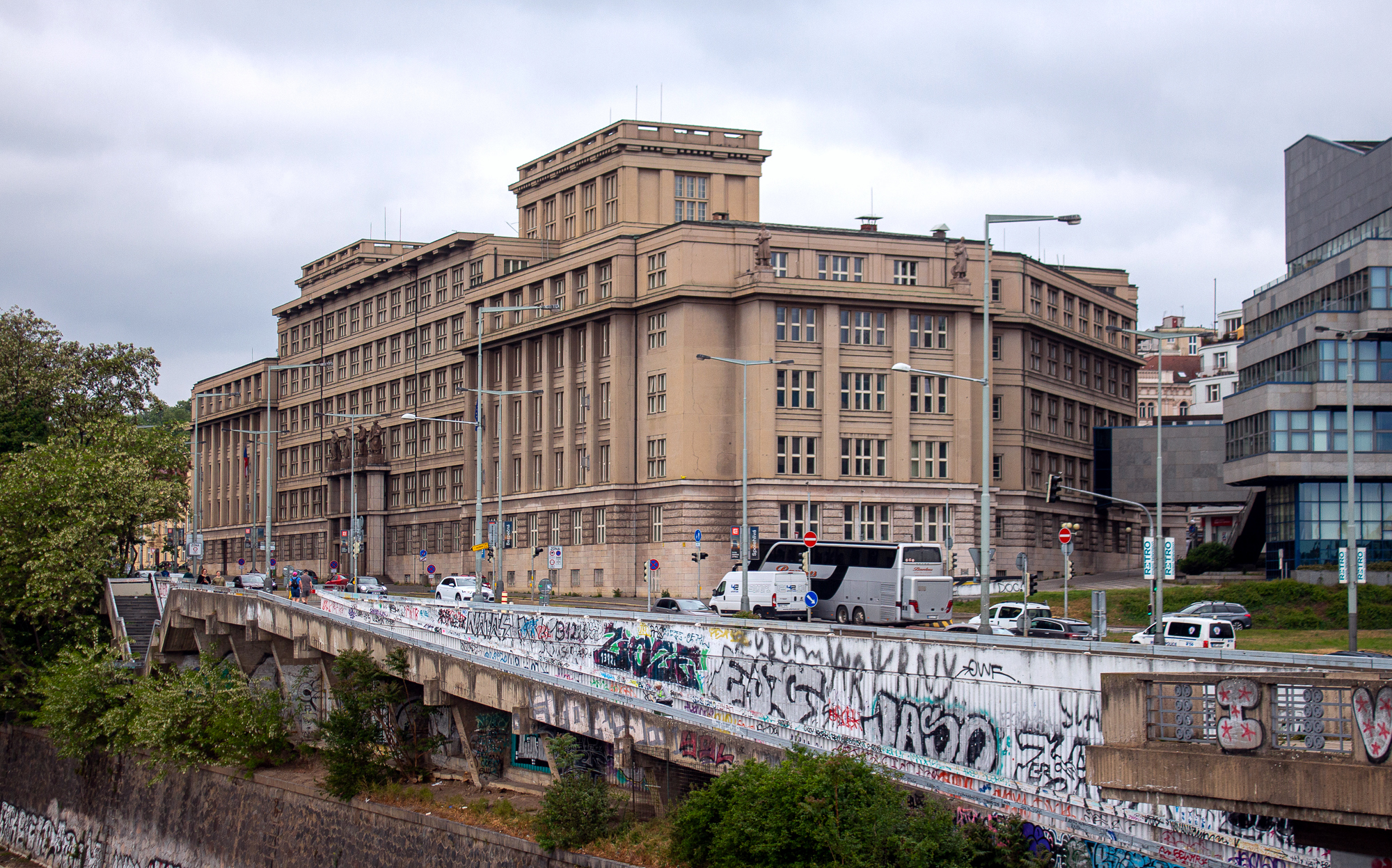
Budova SPK v Praze-Holešovicích

Ministrem-předsedou Státní plánovací komise byl místopředseda vlády. Členy, náměstky byli hospodářští ministři, představitelé hospodářského života, vědy a techniky. Členy do komise jmenoval a z ní opětně odvolával prezident na návrh vlády. Přesný počet členů byl stanoven vládou.
Státní plánovací komise měla vlastní aparát, tj. de facto největší a nejdůležitější ministerstvo (shodného jména), které připravovalo poměrně detailní národohospodářské plány (zpravidla pětileté, které se na jednotlivé roky upřesňovaly), materiály a podklady pro její rozhodování. V první polovině šedesátých letech byla v SPK připravena reformní Nová hospodářská soustava, která dávala podnikům větší autonomii a zaváděla prvky hmotné zainteresovanosti, tvorbu cen na základě nabídky a poptávky (tedy tržního hospodářství). Tato Nová hospodářská soustava byla v polovině šedesátých let schválena ÚV KSČ a československou vládou a významně přispěla k liberalizaci československého hospodářství a veřejného života.

## Úkoly
Úkolem Státní plánovací komise bylo vypracování návrhů plánu rozvoje národního hospodářství. Návrhy plánů pak Státní plánovací komise předkládá vládě.
Dalším úkolem bylo předkládání návrhů zásadních opatření v oblasti plánování a tvorby cen. Tuto agendu přebírá v roce 1968 nově vytvořený Státní cenový úřad.

## Cíle
Podle § 1 výše zmíněného zákona byl cíle Státní plánovací komise takovéto:
1. Cílem plánování rozvoje národního hospodářství Republiky československé je maximálním využíváním přírodních a ekonomických zdrojů a podmínek naší země, na základě mezinárodní socialistické dělby práce a zajišťováním proporcionálního rozvoje národního hospodářství zvyšovat hmotnou a kulturní úroveň lidu, posilovat obranyschopnost státu a vytvářet materiální podmínky pro dovršení výstavby socialismu a postupné vybudování komunistické společnosti.
2. Plánování rozvoje národního hospodářství přísluší vládě; účastní se ho všechen pracující lid prostřednictvím odborových organizací, národních výborů a organizací družstevních, jakož i všechny orgány státní státní správy, výrobní hospodářské jednotky, podniky, závody, lidová družstva a ostatní hospodářské a rozpočtové organizace.

## Členové
Mezi členy Státní plánovací komise patřili například Ota Šik nebo Oldřich Černík. Posledním předsedou Státní plánovací komise byl Vladimír Dlouhý.

## Budova
Působení úřadu je spojeno s monumentalistickou budovou č. p. 1000 na nábřeží Kapitána Jaroše č. o. 7 v Praze-Holešovicích, mezi ulicí Dukelských hrdinů a Hlávkovým mostem. Železobetonová budova byla postavena v letech 1926–1929 (tři roky před sousední budovou Elektrických podniků) a původně ji užívala Úrazová pojišťovna dělnická pro Čechy.
Navrhl ji Jaroslav Rössler, žák Jana Kotěry. Má více než 700 místností. Průčelí, obrácené k Vltavě, zdobí nad hlavním vchodem alegorické sochy dělníků od Josefa Mařatky. Umělecky nejvýznamnější je nároží směrem k tramvajové zastávce Nábřeží Kapitána Jaroše, kde je fasáda vertikálně členěna s výraznými okny a výtvarnými prvky včetně pamětní tabulky. Interiérové stěny jsou obloženy leštěným mramorem a žulou, venkovní vápencem. Budova byla vybavena oběžným výtahem (páternosterem), který v roce 1996 firma Kone nahradila replikou s využitím původních součástí.
Budova je (2020) majetkem České republiky a jejím správcem je Generální finanční ředitelství. Působí v ní finanční úřady pro Prahu 6, 7 a 9, Specializovaný finanční úřad a do začátku roku 2020 zde sídlil i Úřad městské části Praha 7.